# Camara Ibrahima Rene
Camara Ibrahima Rene (sinh ngày 22 tháng 1 năm 1986) là một cầu thủ bóng đá người Sénégal.

## Sự nghiệp câu lạc bộ
Camara Ibrahima Rene đã từng chơi cho Júbilo Iwata.